# Dolmen de las Peñezuelas

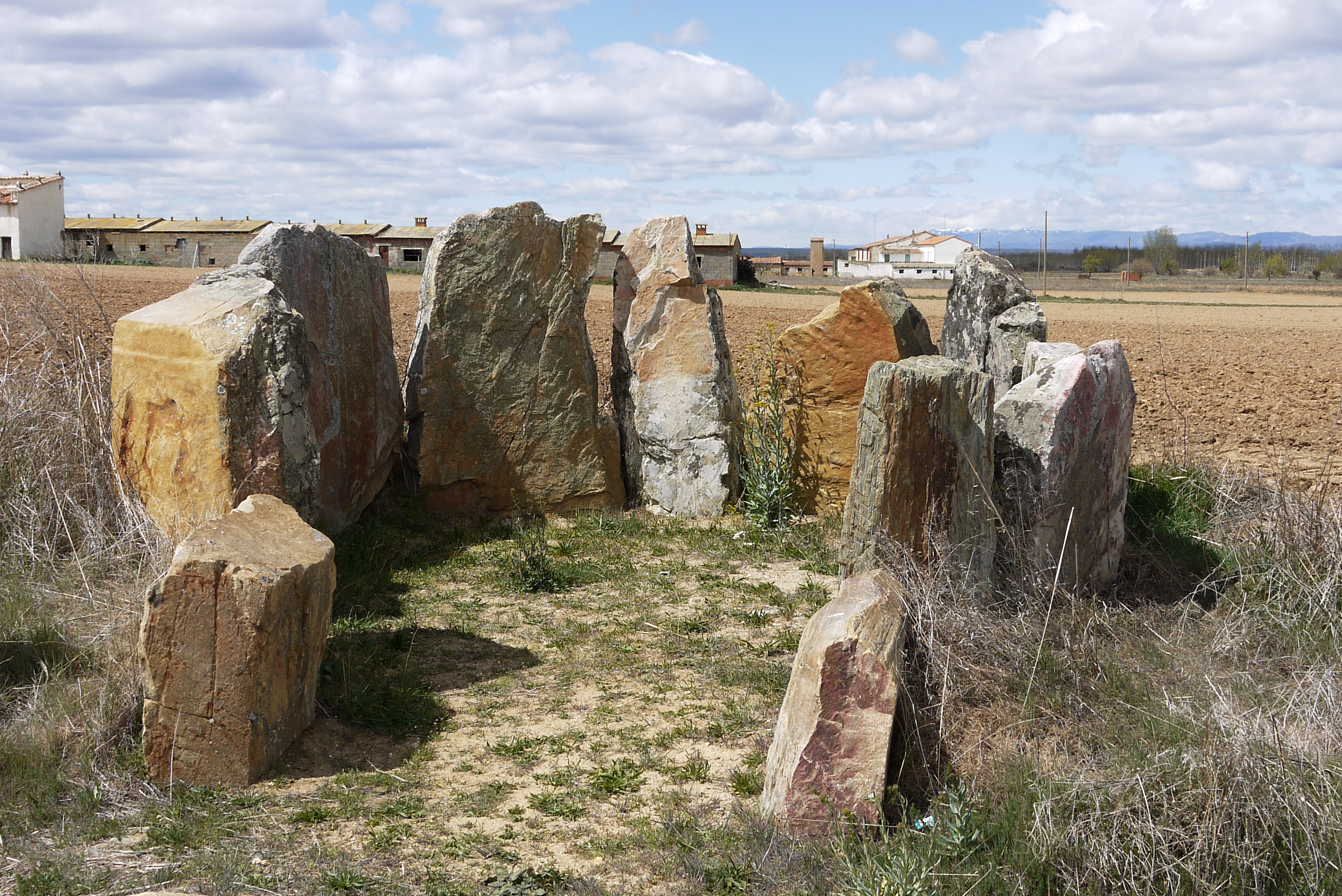
Dolmen da las Peñezuelas

Der zwischen 3500 und 3000 v. Chr. errichtete Dolmen de las Peñezuelas liegt in den Resten eines kleinen Rundhügels am Westrand des Dorfes Granucillo in der Provinz Zamora in Kastilien-León in Spanien.
De Las Peñezuelas ist ein 1998 rekonstruiertes rundes Ganggrab aus großen Quarzblöcken. Es besteht aus einer runden Kammer aus acht Seitensteinen mit einem im Süden ansetzenden Gang, der großteils durch den Bau der benachbarten Straße zerstört wurde (zwei Steine sind erhalten). Alle Decksteine fehlen, falls die Dolmen dieser Bauart die stets ohne Decksteine angetroffen werden, je Decksteine hatten.
Die Anlage wurde in den 1930er Jahren und dann noch einmal im Jahr 1985 ausgegraben. Die Funde bestehen aus Feuersteinabschlägen, geometrischen Steinen, einem Messer, einer Pfeilspitze und Teilen einer Kette aus Schieferperlen.
Zusammen mit dem benachbarten Dolmen von San Adrián wurde der Dolmen de las Peñezuelas 1994 unter Schutz gestellt.